# دختران گروه کر
دختران گروه کُر (انگلیسی: Ladies of the Chorus) فیلمی در ژانر موزیکال است که در سال ۱۹۴۸ منتشر شد.

## بازیگران
- مریلین مونرو
- ادل جرگنز
- رند بروکس
- استیون گری
- دیو بری
- نانا برایانت